# Jula De Palma
Jula De Palma (właśc. Jolanda Maria De Palma, ur. 21 kwietnia 1932 w Mediolanie) – włoska piosenkarka i aktorka. Bohaterka skandalu obyczajowego na Festiwalu Piosenki Włoskiej w San Remo w 1959 roku, kiedy to śpiewana przez nią piosenka „Tua” została określona przez część prasy jako „sexy”, wzbudziła oburzenie środowisk katolickich i w konsekwencji została ocenzurowana przez Rai.

## Życiorys

### Lata 40. i 50.
Jolanda De Palma urodziła się 21 kwietnia 1932 roku Mediolanie. Gdy miała 5 lat, jej ojciec został wysłany do Afryki Wschodniej. Później cała rodzina przeprowadziła się do Addis Abeby. Jolanda już w młodym wieku pasjonowała się jazzem i piosenką amerykańską lat 40. Po wojnie wróciła do Włoch. Uczęszczała do gimnazjum klasycznego w Mediolanie, gdzie uczyła się jednocześnie czterech języków: angielskiego, francuskiego, niemieckiego i hiszpańskiego. Pewnego dnia, kupując płytę w sklepie, poznała jego kierownika, młodego, ale już znanego piosenkarza Teddy’ego Reno. Zaśpiewała mu kilka piosenek z okresu pobytu w Addis Abebie. Piosenkarzowi wykonania te przypadły do gustu, więc zaprosił ją na powtórne przesłuchanie, tym razem w obecności Lelia Lutazziego. W 1949 roku wydała pierwszy singiel: „Douce France”/„Danse avec moi”. Dzięki Lutazziemu w 1950 roku dostała możliwość występów w państwowym radiu, gdzie prezentowała amerykański repertuar. Dzięki Luttazzi została również członkinią zespołu wokalnego państwowej agencji radiowej. W tym samym roku wydany został singiel, „Les feuilles mortes”/„Aimez Toujours”, na którym artystka zaśpiewała (wspólnie z Teddym Reno) drugi z utworów. Z Teddym Reno prowadziła audycję informacyjną Punto interrogativo, śpiewając po francusku, angielsku, niemiecku i hiszpańsku. Uczestniczyła w licznych programach muzycznych nadawanych przez spółkę Radio Milano. Zaczęła brać udział w trasach koncertowych, kontynuowała występy w telewizji i radiu, zagrała także w kilku filmach: Napoli piange e ride i Vendicata, które zdobyły popularność.
W sezonie 1953/54 Jula De Palma prowadziła w radiu program muzyczny Nati per la musica, w którym muzyka była przeplatana rozmowami; w programie uczestniczyli zaproszeni goście: Gorni Kramer, kierownik orkiestry instrumentów dętych, Lelio Luttazzi, kierownik orkiestry smyczkowej, Quartetto Cetra, zaś Teddy Reno i ona sama przedstawiali własne interpretacje tego samego utworu. W 1954 roku ten sam program poprowadziła w telewizji. Następnie prowadziła program I love you, Je t'aime, w którym udział brali Teddy Reno, Vivi Gioi i Franca Luzzi. W 1955 roku prowadziła w radiu program Strettamente confidenziale.
W 1955 roku Jula De Palma zadebiutowała na Festiwalu Piosenki Włoskiej w San Remo, gdzie przedstawiła 4 piosenki: „L'ombra” (w parze z Marisą Colomber, 6. miejsce), „Cantilena del trainante” (w parze z Antonio Basuro), „Sentiero” i „Che fai tu luna in ciel?” (obie w parze z Brunem Pallesim). Dziennikarz Giorgio Berti z Tv Sorrisi e Canzoni w artykule z 13 lutego 1955 roku określił ją jako wokalistkę, która zna pięć języków, czyta Sartre’a i Camusa, ubiera się w wielkich domach mody, gustuje w jazzie, gardzi popularnymi piosenkami i lekceważy komplementy swoich wielbicieli.
W 1956 roku Jula De Palma wydała swoje pierwsze płyty długogrające: Strettamente confidenziale i Jula De Palma.
W 1957 ponownie wystąpiła na Festiwalu w San Remo, prezentując również 4 piosenki: „Nel giardino del mio cuore” (w parze z Gino Baldim), „Raggio nella nebbia” (z Fiorellą Bini i Duo Fasano), „Sorrisi e lacrime” (z Fiorellą Bini, 6. miejsce) oraz „Un sogno di cristallo” (z Carlą Boni. Jej nowoczesny i wrażliwy głos nie podbił publiczności, zdobywając jedynie uznanie krytyków. W tym samym roku, w czerwcu Jula De Palma wyszła za mąż za muzyka Carla Lanziego.
W 1959 roku na Festiwalu w San Remo Jula De Palma zaprezentowała 3 piosenki: „Tua” (w parze z Toniną Torrielli), „La vita mi ha dato solo te” (z Mirandą Martino) i „Per tutta la vita” (z Wilmą De Angelis). 29 stycznia artystka w obecności milionami telewidzów, zaśpiewała piosenkę „Tua” („Twoja”); skrzętnie wykorzystując obecność kamer, zbliżyła usta do mikrofonu i szepcząc słowa tekstu ze zmysłowym zaangażowaniem błyskawicznie podbiła publiczność na sali i widzów przy telewizorach. Wykonanie to wywołało skandal z powodu zmysłowej interpretacji. Artystkę oskarżano o aluzje do miłości fizycznej. Rai miała zastrzeżenia do jej długiej i zwiewnej sukni, która wyglądała jak elegancka koszula nocna. Prasa snuła domysły, iż pod suknią artystka nic nie nosiła, a w interpretacji piosenki dopatrywała się „seksu i posiadania”. Gianfranco Manfredi, autor piosenek i pisarz, stwierdził, iż De Palma „uczyniła coś przerażająco seksownego, terroryzując chrześcijańsko-demokratyczną telewizję i ryzykując własną karierę podczas gdy ta sama piosenka w wykonaniu Toniny Torrielli była deklaracją miłości małżeńskiej kobiety uczciwej, skromnej, cnotliwej i wiernej”. Mario Galdieri w dzienniku Paese Sera z 3 lutego 1959 roku zauważył, że „De Palma swoją interpretacją „sexy” utarła nosa niejednemu purytaninowi wywołując wzburzenie niektórych oddziałów Azione Cattolica (Akcji Katolickiej) i kilka ugrupowań spod znaku Figli di Maria (Synów Maryi), którzy wysyłali różne telegramy protestacyjne z prośbą o zakazanie tego utworu”. Utwór został ocenzurowany przez Rai. W konkursie zajął 4. miejsce (wygrała piosenka „Piove”, w interpretacji Domenica Modugna i Johnny’ego Dorellego). Został jednak doceniony przez krytyków i w pierwszym miesiącu po San Remo sprzedał się w liczbie 100 tysięcy egzemplarzy (pomimo ocenzurowania).
Interpretacja piosenki „Tua” w wykonaniu De Palmy odniosła jeszcze jeden skutek; zarówno ona jak i Domenico Modugno nadali nowe znaczenie osobie wykonawcy na Festiwalu w San Remo. Na przestrzeni kilku lat osobisty i konsekwentny związek między piosenką a jej interpretacją stał się absolutną koniecznością, a na początku lat 60. zwycięska piosenka na Festiwalu zaczęła być bardziej kojarzona z osobą piosenkarza niż jej autora, który wkrótce miał pozostać nieznany szerokiej publiczności.

### Lata 60.
W 1960 roku Jula De Palma po raz kolejny wystąpiła na Festiwalu w San Remo, tym razem z piosenkami „Noi” (w parze z Tonym Dallarą i „Notte mia” (z Johnnym Dorellim). W roku następnym wystąpiła na Festiwalu zaprezentowała jedną piosenkę, „A.A.A. adorabile cercasi” (w parze z Brunem Martino). Wydała dwie EP-ki: „Quando una ragazza si chiama Jula 1” i „Quando una ragazza si chiama Jula 2”. W 1959 i 1960 roku uczestniczyła w Festiwalu Piosenki Neapolitańskiej, a w 1964 roku w Festiwalu delle Rose (z piosenką „Se qualche volta”), wzięła poza tym udział w kilku edycjach konkursu Canzonissima. Poznała młodego tekściarza, Paola Limitiego, który napisał dla niej kilka piosenek.
W czerwcu 1967 roku wydała album jazzowy, Whisky e Dixie, nagrany z zespołem Carla Loffreda.

### Zakończenie kariery artystycznej
Jula De Palma powróciła na scenę na początku lat 70. W 1970 roku, jako pierwsza kobieta, dała całkowicie własny recital, Jula al Sistina, pod dyrekcją Gianniego Ferrio. Muzyków i solistów do programu wybrała osobiście. Jej pożegnalny recital, Jula presenta, zawierający jej wersje utworów z klasycznego repertuaru amerykańskiego, miał miejsce w 1974 roku w Teatro Sistina w Rzymie i został przed entuzjastycznie przyjęty przez publiczność. Materiał muzyczny został wydany na albumie koncertowym. W tym samym roku miał miejsce ostatni telewizyjny występ Juli De Palma, Milleluci (w towarzystwie Miny i Raffaelli Carrà). Również w tym samym roku, w grudniu, artystka dała swój ostatni koncert (w Katanii). Pod koniec występu opuściła scenę, mówiąc: „po raz ostatni śpiewam we Włoszech”. Po zakończeniu kariery piosenkarskiej i dobrowolnej rezygnacji z aktorstwa opuściła Włochy i wyjechała wraz z mężem do Kanady. Oboje rozpoczęli udaną działalność importowo-eksportową luksusowych artykułów skórzanych. Ich córka, Simonetta, została prawnikiem.

### XXI wiek
W 2001 roku Jula De Palma powróciła do telewizji jako gość jednego z odcinków programu Paola Limitiego, Ci vediamo in tv, w którym opowiadała o swojej karierze, prezentując swe dawne przeboje. W 2009 roku wydawnictwo Coniglio Editore opublikowało jej autobiografię, Tua per sempre. Autobiografia della signora del jazz italiano.